# Răscoala de la Bobâlna
Răscoala de la Bobâlna din 1437-1438 a fost cea mai importantă răscoală din Transilvania, Regatul Ungariei înainte de Războiul țărănesc condus de Gheorghe Doja.
Răscoala a început atunci când Gyorgy Lépes, episcopul catolic al Transilvaniei, a cerut să se plătească zeciuiala, care nu mai fusese strânsă din 1434, cînd năvăliseră turcii, într-o singură tranșă. Mai mult, micii nobili maghiari și locuitorii români (care înainte erau scutiți de plata zeciuielii, fiind ortodocși) au fost și ei obligați să o plătească și încă în moneda veche, cea nouă fiind de zece ori mai puțin valoroasă decît valoarea înscrisă pe ea. Când țăranii nu au mai putut să plătească, episcopul i-a excomunicat. Țăranii erau nemulțumiți și de faptul că încă din timpul lui Ludovic I cel Mare, regele Ungariei, fuseseră scoși (în 1365) de sub autoritatea comiților regali și puși sub jurisdicția moșierilor. Treptat, aceștia i-au privat pe țărani de dreptul lor de până atunci la strămutare liberă.
Răscoala a izbucnit în nordul Transilvaniei, dar s-a răspândit cu repeziciune spre comitatele Sătmar și Szabolcs și în toată Transilvania, Țara Bîrsei, Țara Zarandului, Țara Făgărașului pînă la munții Făgăraș. În iunie, pe dealul Bobâlna s-a adunat o oaste de țărani, și au construit o tabără. Au cerut înființarea și recunoașterea unei stări proprii, care să se numească Universitas Hungarorum et Valachorum (Starea ungurilor și a românilor). Ei erau conduși de un nobil sărac, Anton cel Mare din Buda, sau în ungurește Budai Nagy Antal, și de cinci căpitani (pe nume Toma cel Mare din Sic, Mihai Românul din Vireag, Mihail din Ceh, Benedict Gazda din Diod, Pavel cel Mare din Voievodeni) și un "bürger" (burghez) din Cluj).
Răsculații au trimis soli la voievodul Ladislau al IV-lea Csaki. Acesta i-a executat imediat, dar după ce răsculații au obținut o victorie asupra trupelor voievodului, acesta s-a prefăcut că dorește să negocieze. Pe 6 iulie, la Cluj-Mănăștur a fost semnat un pact între părți, în care se dădea curs multora din cererile răsculaților. Apoi, cele două părți au trimis soli la împăratul Sigismund de Luxemburg, totodată rege al Ungariei, pentru arbitraj.
Cu toate acestea, pe 16 septembrie, nobilimea din Transilvania, fruntașii clerului, sașii și gărzile secuiești au format o alianță de ajutor reciproc împotriva țăranilor în mare majoritate români, semnând la Căpâlna un tratat intitulat Fraterna Unio.
Pe 6 octombrie s-a semnat la Apateu (în maghiară Apáti) un nou tratat, care respingea câteva din aspectele prevăzute în tratatul anterior.
La începutul lui decembrie răsculații au cucerit cetatea Aiudului.
În decembrie a murit împăratul Sigismund. Imediat aliații i-au atacat pe răsculați și i-au înfrânt. Armata nobiliară comandată de Desideriu de Losoncz a asediat orașul Cluj, care se alăturase răsculaților, pe care l-au cucerit la 9 ianuarie 1438.
Conducătorii răscoalei au fost executați la Turda, iar Clujului i s-au retras privilegiile de oraș, locuitorii săi fiind declarați țărani. Pe 2 februarie a fost reînnoită alianța de la Căpâlna, cunoscută ulterior ca alianța celor trei națiuni (Unio Trium Nationum) prin care s-a reglementat situația socială în Transilvania în următoarele secole, în dauna dreptului strămoșesc românesc, care dispare treptat.